# Demetri Mitchell
Demetri Mitchell (Sinh ngày 11 tháng 1 năm 1997) là cầu thủ bóng đá người Anh đang thi đấu cho câu lạc bộ Blackpool ở vị trí hậu vệ cánh trái.
Mitchell tốt nghiệp hệ thống đào tạo trẻ của Manchester United. Anh ra sân một lần duy nhất cho United trong một trận đấu tại Premier League vào tháng 5 năm 2017 và có hai lần cho mượn tại Heart of Midlothian của Scotland. Vào tháng 9 năm 2020, ngay sau khi được United giải phóng hợp đồng, anh gia nhập Blackpool.
Mitchell đại diện cho Anh ở các cấp độ U16, U17, U18 và U20. Anh là một thành viên của đội tuyển U17 giành chức vô địch Giải vô địch bóng đá U-17 châu Âu năm 2014.

## Sự nghiệp Câu lạc bộ

### Manchester United
Mitchell bắt đầu sự nghiệp chơi bóng đá của mình với Học viện Fletcher Moss Rangers; Học viện bóng đá này cũng là nơi Cameron Borthwick-Jackson và Marcus Rashford bắt đầu sự nghiệp. Anh gia nhập United vào năm 2013, và ban đầu anh chơi ở vị trí tiền đạo ở các cấp độ bóng đá trẻ. Tuy nhiên, Borthwick-Jackson đã được mang cho Wolverhampton Wanderers mượn ở mùa giải 2016–17, Mitchell đã phải xuống đá vị trí hậu vệ cánh trái cho đội U23.
Mitchell đã được gọi lên đội 1 Manchester United vào ngày 7 tháng 5 năm 2017, tập luyện cho trận đấu ở Premier League với đối thủ Arsenal nhưng anh không góp mặt trong đội hình bao gồm 18 cầu thủ đăng ký thi đấu. Một tuần sau, Anh đã có mặt trong danh sách dự bị trong trận thua Tottenham Hotspur nhưng một lần nữa anh không được ra sân. Anh đã có trận đấu chính thức cho câu lạc bộ trong trận đấu cuối cùng của mùa giải và gặp Crystal Palace vào ngày 21 tháng 5 năm 2017.

## Thống kê sự nghiệp
Tính đến ngày 8 tháng 12 năm 2020
| Câu lạc bộ                 | Mùa giải       | Giải quốc nội        | Giải quốc nội | Giải quốc nội | Cúp quốc gia | Cúp quốc gia | Cúp liên đoàn | Cúp liên đoàn | Châu lục | Châu lục | Khác | Khác | Tổng cộng | Tổng cộng |
| Câu lạc bộ                 | Mùa giải       | Hạng đấu             | Trận          | Bàn           | Trận         | Bàn          | Trận          | Bàn           | Trận     | Bàn      | Trận | Bàn  | Trận      | Bàn       |
| -------------------------- | -------------- | -------------------- | ------------- | ------------- | ------------ | ------------ | ------------- | ------------- | -------- | -------- | ---- | ---- | --------- | --------- |
| Manchester United          | 2016–17        | Premier League       | 1             | 0             | 0            | 0            | 0             | 0             | 0        | 0        | 0    | 0    | 1         | 0         |
| Manchester United          | 2017–18        | Premier League       | 0             | 0             | 0            | 0            | 0             | 0             | 0        | 0        | 0    | 0    | 0         | 0         |
| Manchester United          | 2018–19        | Premier League       | 0             | 0             | 0            | 0            | 0             | 0             | 0        | 0        | –    | –    | 0         | 0         |
| Manchester United          | Tổng cộng      | Tổng cộng            | 1             | 0             | 0            | 0            | 0             | 0             | 0        | 0        | 0    | 0    | 1         | 0         |
| Heart of Midlothian (mượn) | 2017–18        | Scottish Premiership | 9             | 0             | 2            | 1            | 0             | 0             | –        | –        | –    | –    | 11        | 1         |
| Heart of Midlothian (mượn) | 2018–19        | Scottish Premiership | 20            | 0             | 1            | 1            | 2             | 0             | –        | –        | –    | –    | 23        | 1         |
| Heart of Midlothian (mượn) | Tổng cộng      | Tổng cộng            | 29            | 0             | 3            | 2            | 2             | 0             | –        | –        | –    | –    | 34        | 2         |
| Blackpool                  | 2020–21        | League One           | 9             | 1             | 1            | 0            | 0             | 0             | –        | –        | 2    | 0    | 12        | 1         |
| Tổng sự nghiệp             | Tổng sự nghiệp | Tổng sự nghiệp       | 39            | 1             | 4            | 2            | 2             | 0             | 0        | 0        | 2    | 0    | 47        | 3         |

## Thành tích

### Quốc tế
U17 Anh
- Giải vô địch bóng đá U-17 châu Âu: 2014[14]